# Petrona C. de Gandulfo
Petrona Carrizo de Gandulfo (La Banda, 29 de junio de 1898-Olivos, 6 de febrero de 1992), más conocida como «Doña Petrona», fue una cocinera televisiva argentina, pionera en su área.

## Biografía

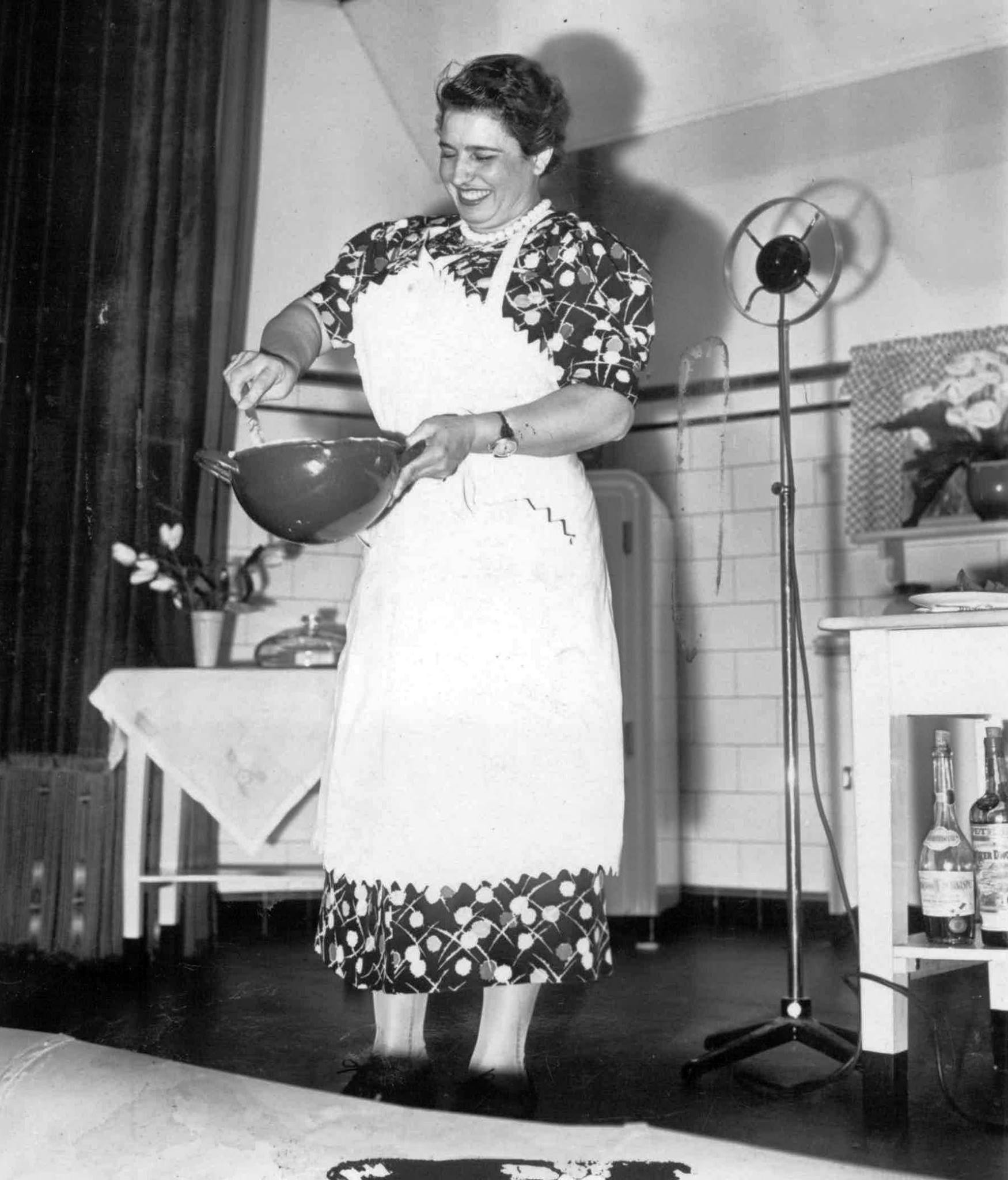
Doña Petrona dando una clase de cocina en Buenos Aires, 1938

Nació en La Banda, Santiago del Estero, siendo la penúltima de siete hijos. Su infancia transcurrió en la capital santiagueña junto a sus padres y hermanos. Su madre, Clementina, fue quien le enseñó a cocinar, comenzando con un postre de hojaldre, como un simple método para atraer a los hombres.
En la estancia Quebrachitos, en el departamento Aguirre, al interior de Santiago del Estero, trabajó como cocinera y ahí fue donde conoció a Atilio Gandulfo, quien era el administrador del establecimiento y con quien se casó tiempo después. La pareja emigró a Buenos Aires en busca de oportunidades, Atilio consiguió un trabajo en Correo Argentino pero como el salario no alcanzaba, decidió trabajar también ella, fue ahí donde consiguió trabajo en la Compañía Primitiva de Gas para enseñar a usar las nuevas cocinas a gas que, en esa época, eran el artefacto doméstico más demandado en las casas argentinas.

### Comienzos

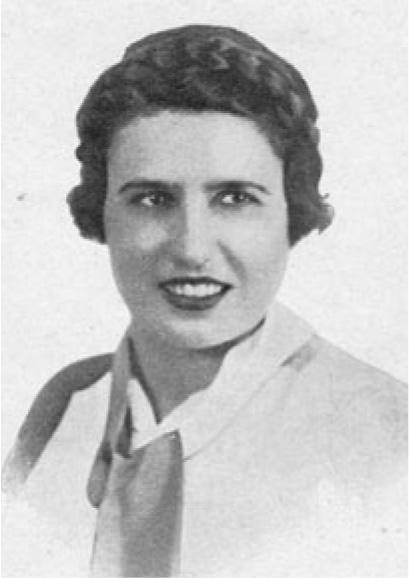
Retrato utilizado en la edición de 1935-40 de El libro de Doña Petrona.

El gas llegaba a Buenos Aires como una novedad y la Compañía Primitiva de Gas quería convencer a los argentinos de dejar de lado a las cocinas de leña y queroseno. Para dicha campaña se presentó Petrona; donde no solo demostraba cómo funcionaban las nuevas cocinas, también se ponía a cocinar en ellas en la puerta del bazar Dos Mundos.
La fundación Metrogas editó un pequeño libro titulado: Doña Petrona, la cocina y el gas, ahí se describen sus primeros pasos en la Compañía Primitiva de Gas. Se dedicó a promover la cocina primero a través de cocinas a gas, y más tarde, a través de clases presenciales para luego empezar a publicar sus recetas en la revista «El Hogar».

## Llegada a los medios

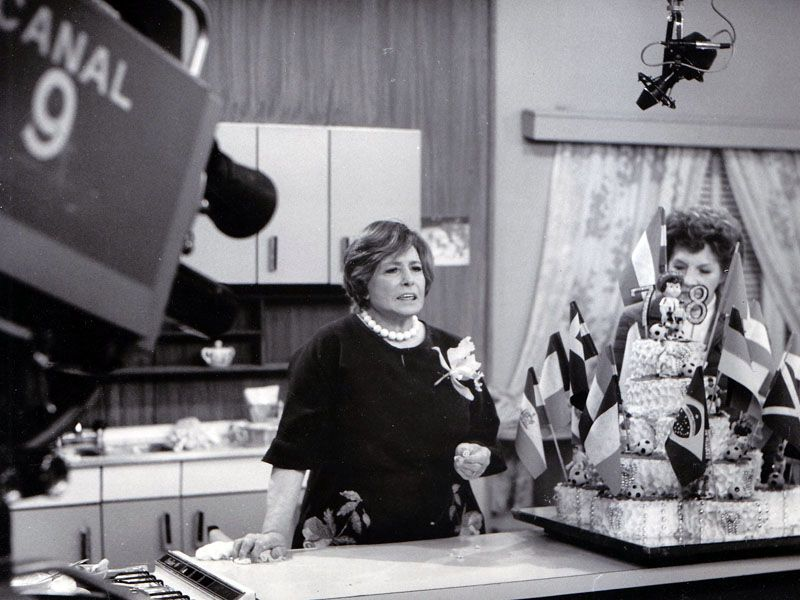
Junto a su célebre asistente «Juanita» filmando su programa de televisión en 1978.

Comenzó a incursionar en los medios con la radio, empezó en radio Argentina donde tenía una participación diaria; después pasó a radio Excelsior y radio El Mundo para luego entrar en la televisión. Fue la radio la que la llevó a la fama. Ya en 1933 se editó El Libro de doña Petrona, una enciclopedia de cocina con más de 500 páginas. El libro incluía secretos culinarios, consejos para la mujer moderna como organización del hogar y tareas de mantenimiento, y hasta una sección para la mujer que trabajaba y cuidaba de su hogar. Ese libro fue traducido a varios idiomas, incluido el ruso; fue editado más de cien veces, y continúa disponible en las librerías argentinas.
Llegó a la televisión en 1952 en un programa llamado «Variedades hogareñas» que se transmitía por Canal 7 de Buenos Aires. Después, dicho ciclo pasó a llamarse «Jueves hogareños». Su gran salto a la fama nacional se dio en 1960 después de incorporarse al programa Buenas tardes, mucho gusto. junto a su asistente Juana «Juanita» Bordoy. Dicho programa estuvo veinte años al aire los lunes, miércoles y viernes por la tarde, llegó a recibir 400 cartas por día y tener un registro de 600 000 amas de casas.

## Legado

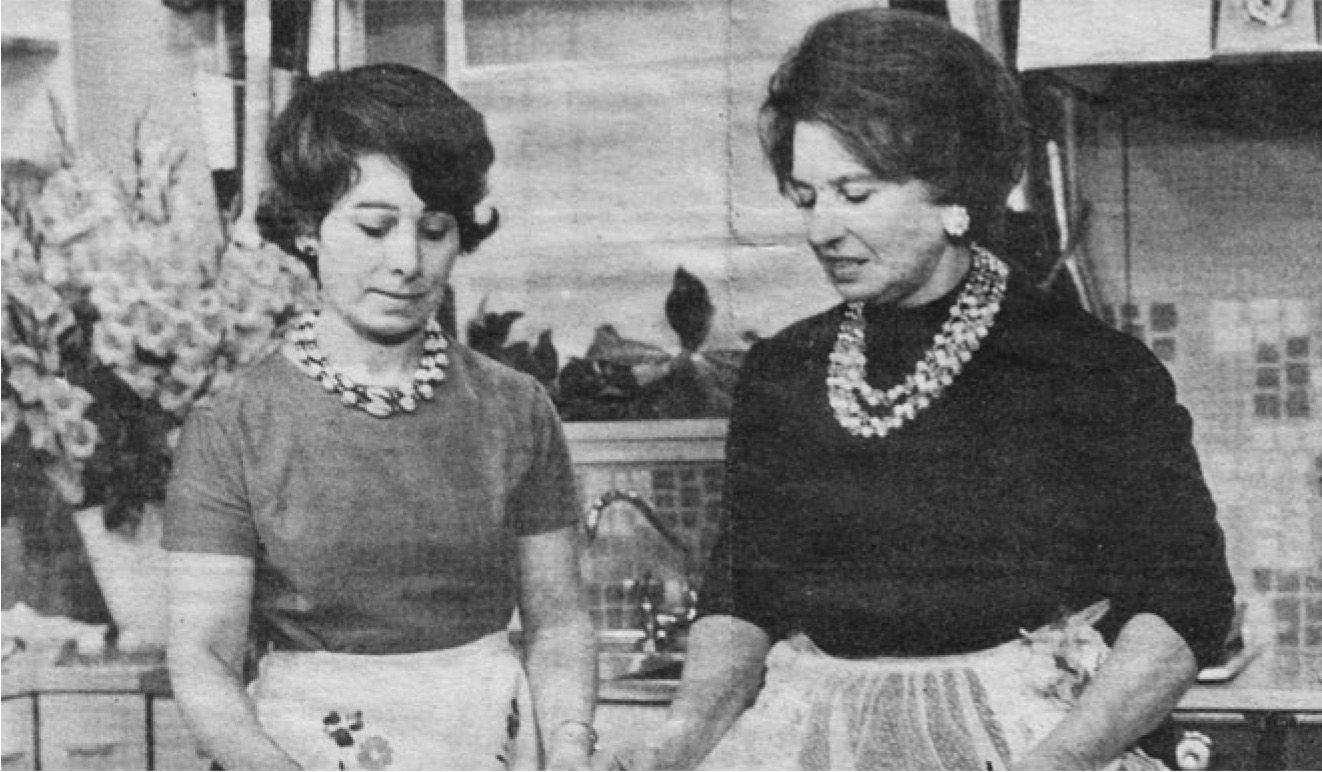
Doña Petrona y su asistente Juanita Bordoy.

Su libro de cocina batió récords de venta, superó a Jorge Luis Borges, Ernesto Sabato y hasta el Martín Fierro. Fue pionera de los programas de televisión dedicados a la cocina. En las librerías de Argentina el único libro más vendido que el de doña Petrona era la Biblia. Fue inspiración para otras generaciones de cocineras y ecónomas como Marta Baines, Choly Berreteaga, Diana Boudourian, Emy de Molina, María Adela Baldi, Chichita de Erquiaga, Mariana Rodríguez Vimo, Chola Ferrer, Blanca Cotta .
Desde 2023, una calle del barrio de Olivos (Donde ella vivía) lleva su nombre gracias a una votación realizada entre los vecinos para bautizar un pasaje sin nombre.

## Vida privada
Se casó en el año 1923 con Oscar Gandulfo, con quien adoptó a su hijo, Marcelo Francisco Gandulfo, su administrador en la última etapa. Enviudó en 1943 y tres años después se casó con Atilio Massut, pero mantuvo el apellido que la hizo famosa. Desde 1982 alejada de las cámaras, impartió clases de cocina en su oficina y taller en Barrio Norte de Buenos Aires. Todas las tardes bebía un whisky on the rocks con un cigarro puro y comía picante. Pasó sus últimos momentos de vida junto a su asistente Juanita hasta que murió de un ataque al corazón el 6 de febrero de 1992 en su casa de Olivos.